# جيمس غان (كاتب)
جيمس غان (بالإنجليزية: James E. Gunn)‏‏ (12 يوليو 1923 في كانزاس سيتي، ميزوري - 23 ديسمبر 2020) كاتب، وروائي، وكاتب خيال علمي، وصحفي من الولايات المتحدة.

## الجوائز
- جائزة هوغو لأفضل الأعمال ذات الصلة
- جائزة دامون نايت التدكارية من رتبة أستاذ أعظم  [لغات أخرى]‏
- عضوية قاعة مشاهير الخيال العلمي والفانتازيا [الإنجليزية]‏

## روابط خارجية
- جيمس غان على موقع IMDb (الإنجليزية)
- جيمس غان على موقع ميوزك برينز (الإنجليزية)
- جيمس غان على موقع قاعدة بيانات الفيلم (الإنجليزية)